# Louisa Morton Greene
Louisa Morton Greene   (Ashburnham, 23 de maig de 1819 - 5 de març de 1900) de soltera Louisa Morton Willard fou una reformadora, escriptora, abolicionista, sufragista, activista pels drets de la dona, treballadora per la Temprança, de Massachusetts. Malgrat la seua escolaritat limitada, fou la primera dona estatunidenca a rebel·lar-se contra la discriminació cap a les dones en la indústria, negant-se a acceptar el sou d'una dona després de fer el treball d'un home. Va morir el 1900.

## Biografia
Louisa Morton Willard nasqué a Ashburnham (Massachusetts), el 23 de maig del 1819. És descendent d'avantpassats de Nova Anglaterra. El seu pare, Henry Willard, ferrer i granger, es traslladà de Vermont i a Ashburnham a principis del segle xix. Desproveïda de tots dos pares en la primera infància, es veié privada d'educació i obligada a treballar pels seus mitjans a l'edat de tretze anys.

## Carrera
Aconseguí treball en una fàbrica de llana de Dedham (Massachusetts), i hi treballà durant anys per una misèria d'entre 1 i 2 dòlars per setmana i pensió, treballant 14 hores al dia. Allí aprengué a escriure. Malgrat les llargues hores de faena, trobà temps per a millorar, llegint i estudiant. Es va rebel·lar contra la injustícia cap a les dones en la indústria. Es feia una gran discriminació en salaris, per raons de sexe. Cridada en un moment donat a ocupar el lloc d'un home en un fus, ella feu la tasca bé i a satisfacció del patró. Quan va arribar el dia de pagament i ella exigí la mateixa compensació que l'home havia estat reemplaçant, i la seua petició va ser rebuda amb sorpresa. Ella es va mantenir ferma i es negà a tornar al fus tret que se li pagàs la mateixa quantitat que a l'home el lloc del qual ocupava. L'acomiadaren de la fàbrica, però fou contractada unes setmanes més tard amb un salari més alt.
El 1840, ensenyava en una escola prop de Portsmouth (Nou Hampshire). Allí va conéixer a Jonas Greene, de Maine, i es casaren el 1841. Greene es va convertir més tard en un polític prominent, representant del seu districte en cada branca de la legislatura de l'estat durant mandats successius. Es traslladaren al comtat d'Oxford (Maine), i Louisa es feu seguidora del sistema de tractament amb hidroteràpia dels malalts.
El 1850, Louise començà a defensar la causa antiesclavista. Ella amb altres dones es van organitzar i distribuïen literatura, com ara La cabanya de l'oncle Tom, i ella va escriure molts articles per a diaris. Durant la Guerra Civil Americana, la seua labor fou incansable. Quan es necessitaven subministraments per a hospitals, els recollia, preparava i enviava. Les seues col·laboracions amb els periòdics durant anys cobrien una àmplia gamma de temes. Fou una de les primeres defensores de les causes de la Temprança i el sufragi escrivint i fent conferències. El 1869, es traslladà a Manassas (Virgínia), on el seu marit va morir al 1873. Amb el temps, Louisa es retirà de l'activisme. Va morir el 5 de març del 1900.